# Ražanj (Servië)
Ražanj (Servisch cyrillisch Ражањ) is een plaats in de Servische gemeente Ražanj. De plaats telt 1537 inwoners (2002).